# 华中雪莲
华中雪莲（学名：Saussurea veitchiana）为菊科风毛菊属的植物，是中国的特有植物。分布在中国大陆的四川、湖北等地，生长于海拔1,850米至2,900米的地区，多生于沼泽、山坡草地或山顶，目前尚未由人工引种栽培。